# Roger de Beaumont (2e comte de Warwick)
Roger de Beaumont († 12 juin 1153), 2e comte de Warwick, fut un important baron anglo-normand des règnes d'Henri Ier (1100-1135) et d'Étienne d'Angleterre (1135-1154).

## Biographie

### Début de carrière
Il est le fils aîné et héritier d'Henri de Beaumont († 1119), 1er comte de Warwick, et de Margaret, fille de Geoffroy II, comte du Perche. Son père avait été un soutien important des rois Guillaume le Roux et Henri Ier, et avait donc bénéficié de nombreux cadeaux des deux monarques. Il est en âge de lui succéder à sa mort en 1119, et rentre donc en possession d'un important domaine dans le Warwickshire et de la seigneurie de Gower dans le sud des marches galloises. Avant 1135, il épouse Gundreda, une fille de Guillaume II de Warenne, le 2e comte de Surrey.
Sa carrière en Angleterre est marquée par son conflit avec la famille de Clinton, à commencer par Geoffrey de Clinton († 1133/1135), l'un des « nouveaux hommes » d'Henri Ier. L'origine de cette tension est à rechercher dans les problèmes de succession du roi d'Angleterre et duc de Normandie. Celui-ci a perdu son seul fils légitime dans le naufrage de la Blanche-Nef en 1120. Du coup, Guillaume Cliton, fils de Robert Courteheuse et neveu du roi, se pose en candidat à la succession du duché de Normandie mais Henri entend imposer sa fille Mathilde. Robert, le frère de Roger de Beaumont, et leur cousin Galéran IV de Meulan font partie des rebelles qui soutiennent la cause de Cliton. Henri Ier suspectant Roger de sympathie pour cette cause promeut alors Geoffrey de Clinton à la position d'un propriétaire terrien majeur dans le Warwickshire, afin de contrebalancer son pouvoir local. Roger est alors obligé de transférer une partie non négligeable de ses domaines dans le comté à son nouvel ennemi. Geoffrey de Clinton obtient aussi l'office de shérif du comté, ce qui renforce encore plus son pouvoir.
Le roi impose en plus à Roger de payer de lourdes amendes, qui ne sont toujours pas réglées en 1130. Toujours à cette époque (1122-1124), la seigneurie de Gower (Pays de Galles) est mise sous la tutelle royale. Guillaume Cliton meurt en 1128 en Flandre, et la menace étant dissipée, la pression royale sur les Beaumont n'est plus nécessaire. Roger revient en faveur, et le pouvoir de Geoffrey de Clinton commence à décliner

### Sous le règne d'Étienne d'Angleterre
Quand Henri Ier meurt en 1135, c'est normalement sa fille Mathilde l'Emperesse qui doit lui succéder, mais son cousin Étienne de Blois usurpe le trône et se fait couronner. Roger accepte d'autant plus le nouveau roi que celui-ci a absolument besoin du soutien des grandes familles baronniales pour maintenir sa position à la tête du royaume. Roger et son ost sont immédiatement sur le sentier de la guerre contre les Clinton. Ses hommes assiègent leur château de Kenilworth et pillent le prieuré voisin. Mais les Clinton et leurs vassaux résistent vaillamment et sont même capables de contre-attaquer. Étienne d'Angleterre est obligé d'intervenir avant que le conflit ne dégénère plus avant. Un traité de paix (qui nous est parvenu) est signé entre les deux partis. Geoffrey (II) de Clinton († 1175) reconnaît Roger pour suzerain et est fiancé à Agnès, une fille du comte, qui n'est encore qu'une enfant. En contrepartie, ses terres lui sont redonnées dans des termes avantageux, et il obtient l'office héréditaire de shérif du Warwickshire.
Pendant un court laps de temps, il est proche du pouvoir car il est dans le sillage de ses cousins, les jumeaux Robert et Galéran. En 1138, l'ouest du royaume se rebelle contre le roi, soutenant la revendication de Mathilde l'Emperesse au trône d'Angleterre. Dans la guerre civile qui s'ensuit entre les partisans angevins de Mathilde et ceux d'Étienne, Roger reste dans le camp du roi. Lorsque Étienne est capturé à la bataille de Lincoln en février 1141, il change de camp, rejoignant ainsi son beau-frère Geoffrey (II) de Clinton. Dès la libération d'Étienne en novembre 1141, il revient dans son camp. 
Par la suite, bien qu'il lui reste loyal, Étienne ne lui fait plus confiance et installe une garnison royale au château de Warwick. Éloigné des affaires nationales, il est tourmenté par ses jeunes frères. Son cadet Henri reprend la seigneurie de Gower aux Gallois vers 1137, et en devient le suzerain. Vers 1173, il se dispute avec un autre frère, Rotrou, l'évêque d'Évreux, car il lui aurait promis le patronage exclusif de l'abbaye familiale de Sainte-Marie de Warwick. Rotrou fait intervenir le pape pour faire plier son frère, ce qui amène ce dernier à être menacé d'excommunication. Partout en Angleterre, certaines de ses possessions sont saisies par les importants barons du voisinage. Par exemple, ses riches seigneuries dans le Gloucestershire sont absorbées par Roger FitzMiles, un partisan du camp angevin.
Il meurt à la cour d'Étienne, le 12 juin 1153, du choc reçu en apprenant que sa femme a utilisé un subterfuge pour livrer le château de Warwick aux partisans d'Henri Plantagenêt, le fils de l'Emperesse.

### Réputation
Pour David Crouch, ses contemporains étaient d'avis que Roger de Beaumont était un homme faible, un jouisseur sans réelle volonté. Pour Henri de Huntingdon, il avait un « esprit avili ». La Gesta Stephani l'égratigne avec le sarcasme le plus cruel au Moyen Âge : il n'était même pas capable de contrôler sa femme.

## Famille et descendance
Avant 1135, il épouse Gundreda, une fille de Guillaume II de Warenne, le 2e comte de Surrey et d'Isabelle de Vermandois. En secondes noces, elle épouse Guillaume de Lancastre, lord de Kendal. Roger et Gundreda ont pour descendance connue :
- Guillaume († 15 novembre 1184, Palestine), 3e comte de Warwick. Il épouse Margery, fille de Jean d'Eiville. En secondes noces, il épouse Mathilde, fille de Guillaume de Percy et d'Alice de Tonbridge. Pas de descendance ;
- Galéran († vers 1203), 4e comte de Warwick, épouse Margaret (ou Margery), peut-être Margery d'Oilly, fille d'Henri d'Oilly, lord de Hook Norton. En secondes noces, il épouse Alice, fille de Robert d'Harcourt, lord de Bosworth ;
- Henri ;
- Agnès, épouse Geoffrey de Clinton.

Il a peut-être une autre fille, nommée Gundreda, mais son ascendance n'est pas certaine. Elle est la seconde épouse de Hugues Bigot († 1177), 1er comte de Norfolk.

### Sources
- David Crouch, « Roger, second earl of Warwick (d. 1153) », Oxford Dictionary of National Biography, Oxford University Press, 2004.